# Velika antiprizma
| Velika antiprizma         | Velika antiprizma                                        |
| ------------------------- | -------------------------------------------------------- |
| (Schleglov diagram okvir) |                                                          |
| vrsta                     | uniformni polihoron                                      |
| uniformni indeks          | 47                                                       |
| celice                    | 100+200 (3.3.3) 20 (3.3.3.5)                             |
| stranske ploskve          | 20 {5} 700 {3}                                           |
| robovi                    | 500                                                      |
| oglišča                   | 100                                                      |
| slika oglišč              | 12 (3.3.3) 2 (3.3.3.5)                                   |
| simetrijska grupa         | ionsko zmanjšana Coxeterjeva grupa [[10,2+,10]] reda 400 |
| Schläflijev simbol        | s{5}.s{5} (razširjeni)                                   |
| značilnosti               | konveksni                                                |

Velika antiprizma (tudi petstrani dvojni antiprizmoid) je v geometriji uniformni polihoron.   Omejen je s 320 celicami. To je z 20 petstranimi antiprizmami in 300 tetraedri. Je nenaveden neWhitofianov uniformni polihoron. 
Odkrila sta ga britanski matematik John Horton Conway (rojen 1937) in Michael Guy (rojen 1942) 

## Struktura
20 petstranih antiprizem se nahaja v dveh ločenih obročih, ki ga sestavlja  po 10 antiprizem. Antiprizme v vsakem obroču so med seboj povezane s pomočjo   petkotnih stranskih ploskev. Dva obroča sta si pravokotna. Po strukturi pa sta podobna duoprizmi. 
300 tetraedrov povezuje oba obroča. Tetraedri so tako nameščeni v dvorazsežni ureditvi, da so topološko enakovredni z 2 torusom in sedlu duocilindra.
Ta struktura je analogna trirazsežni antiprizmi. Velika antiprizma je uniformni analog antiprizmam v štirih razsežnostih. 16 celica se gleda kot pravilni analog digonalne antiprizme.